# Nedra (bướm đêm)
Nedra là một chi bướm đêm thuộc họ Noctuidae.

## Loài
- Nedra albiclava (Druce, 1908)
- Nedra dora Clarke, 1940
- Nedra goniosema (Hampson, 1909)
- Nedra hoeffleri Clarke, 1940
- Nedra peruviana (Hampson, 1914)
- Nedra ramosula (Guenée, 1851)
- Nedra stewarti (Grote, 1875)
- Nedra tropicalis (Schaus, 1911)